# 谊园 (悉尼)

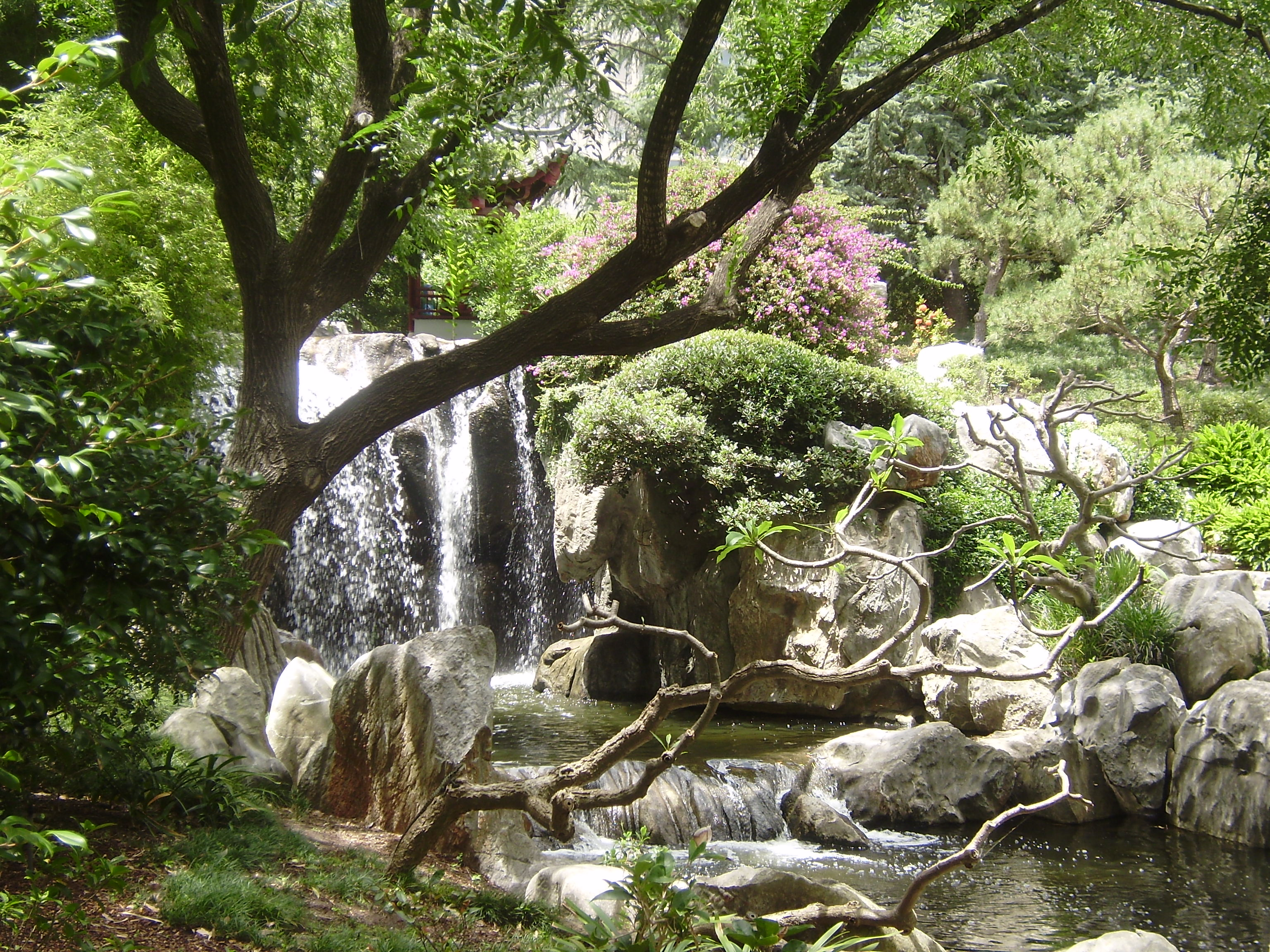
山涧瀑布

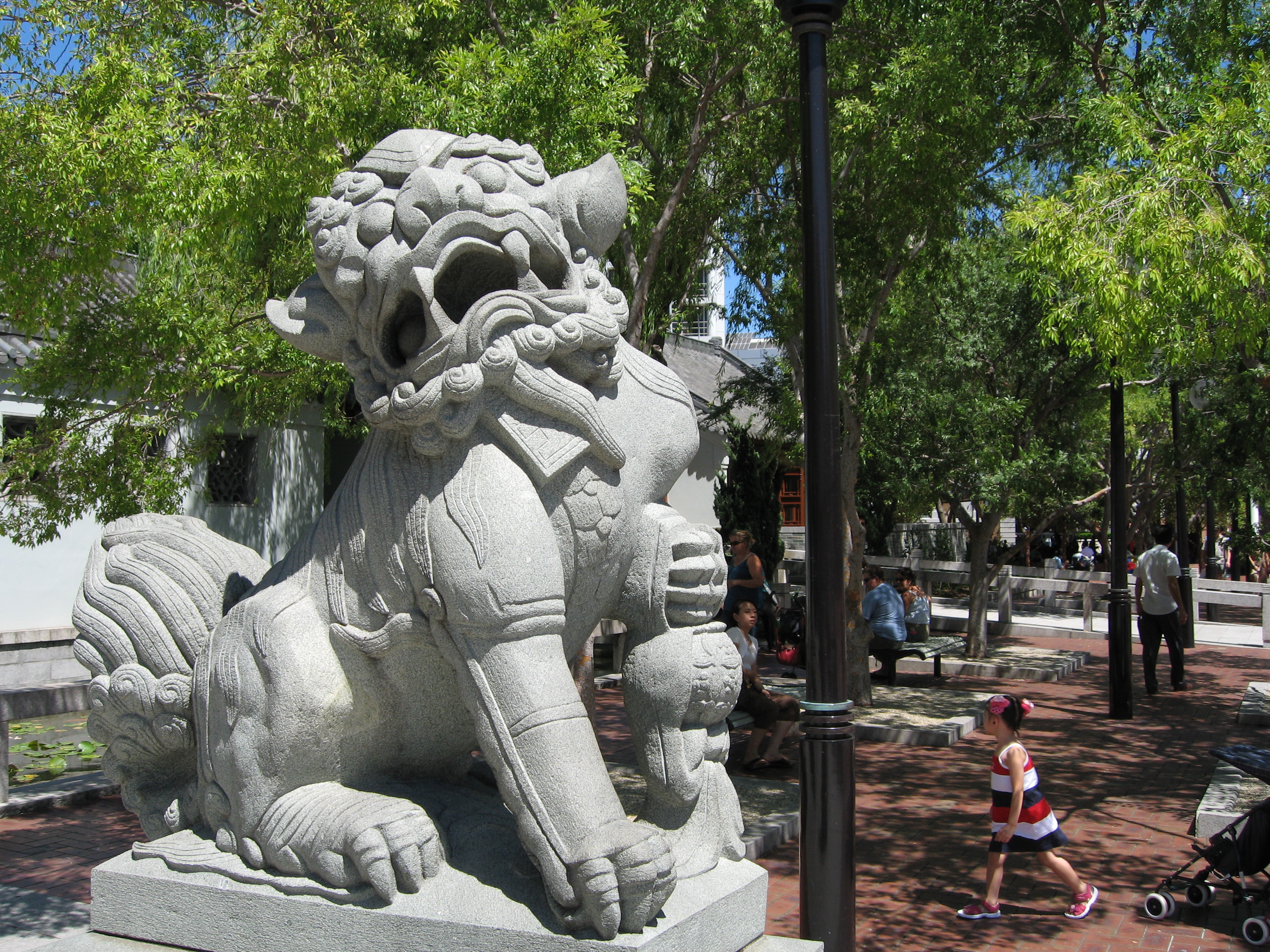
谊园入口

谊园（英語：The Chinese Garden of Friendship）是坐落在澳大利亚悉尼达令港附近的一个中国园林。其以典型的明代私家园林为样本进行建造，为当地民众提供了一个近距离窥探中国文化的窗口。

## 历史
谊园由广州市园林局的建筑师负责园艺设计、指导营造，并派能工巧匠亲临参与建造，历时1年多竣工，占地1万平方米。在谊园建成之前，附近的唐人街也已经富于中华文化的魅力。谊园于1988年悉尼两百年国庆纪念之时正式开放，其谊园的名字象征着中澳友谊长存。
二十世紀福斯的1995年超级英雄电影恐龙战队电影版曾在谊园取景。
2012年10月，金刚狼：武士之战也曾使用这一场地，并将许多场景表现为影片所需的日本背景。

## 特色
在谊园的内部的任何一点都不能包揽整个园林的景象，颇有种“只缘身在此山中”之感。谊园内的景色各有特色：龙墙象征着新南威尔士州和广州的友谊；莲香亭，双子亭和茶房能让人放松身心。另外，谊园也是一个颇受欢迎的婚礼地点。